# 清田文永
清田 文永（きよた ふみなが、1910年-1982年）は、日本の建築家。
大分県佐伯市生まれ。早稲田大学理工学部卒業。逓信省、大日本航空株式会社勤務の後、株式会社 梓設計を創設。

「NHK放送センター・NHKホール」で日本建築学会賞・建築業協会賞を受賞。
戦後の焼け野原の中で「梓」の社名の由来となる「におやかで、おおらかで、怒りを含んでいる」建築を目指し、事務所を立ち上げた。
「拘束と闘って自由を獲得する。そこで出来上がったものが、ほんとうのデザインである」と設計に情熱を傾けた。

## 略歴
- 1910年 大分県佐伯市に生まれる
- 1935年 早稲田大学理工学部建築学科卒業。逓信省、大日本航空株式会社勤務の後
- 1946年 株式会社 梓設計を創設
- 1973年 建設大臣表彰
- 1977年 黄綬褒章受章

## 主要作品
- 文化放送会館（聖パウロ会館）
- NHK放送センター
- イタリア軒ホテル